# Метанове число
Мета́нове число́ — показник, що характеризує детонаційну стійкість газоподібного палива (здатність палива протистояти самозайманню при стискуванні) для двигунів внутрішнього згорання. Число дорівнює вмісту (у відсотках за об'ємом) метану в його суміші з воднем, при якому ця суміш еквівалентна по детонаційній стійкості досліджуваному паливу в стандартних умовах випробувань.
Метанове число 100 відповідає чистому метану (детонаційно стійкий). Метанове число 0 відповідає водню (нестійкий). Деякі види палива мають метанове число більше 100, такі палива порівнюються з сумішшю метану і вуглекислого газу. За визначенням метанове число для таких палив розраховується як 100 + об'ємний вміст (у відсотках) CO2 у суміші з метаном.